# Stammesschule (Osmanisches Reich)

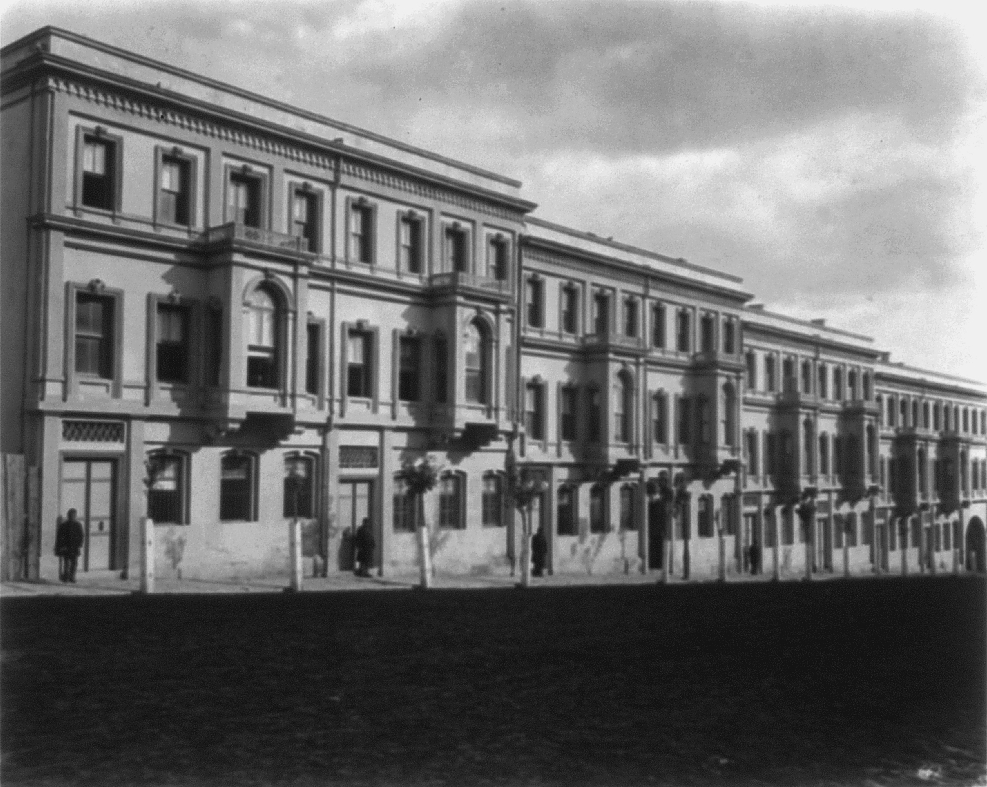
Das Schulgebäude, Foto von 1892 oder 1893

Die Stammesschule (osmanisch مكتب عشيرت همايون İA Mekteb-i ʿAşīret-i Hümāyūn, deutsch ‚Großherrliche Stammesschule‘) war eine osmanische Schule, die am 21. September 1892 von Sultan Abdülhamid II. in Istanbul gegründet wurde. Ihr Ziel war, die Söhne von Stammesführern enger an den Osmanischen Staat zu binden. Anfangs wurden nur Söhne arabischer Stämme zur Schule zugelassen. Später kamen auch kurdische und albanische Kinder hinzu.
Die Schule kann auch als Versuch gesehen werden, den Schülern und damit den Bewohnern der arabischen und anatolischen Provinzen am Rande des Osmanischen Reiches staatlich sanktionierte Identitäten gemäß den Ideen des Osmanismus und des Panislamismus nahezubringen.

## Der osmanische Staat und die Stämme
Nomadisierende Stämme konnten von den Steuerbehörden des Reiches kaum erfasst werden. Sie waren bewaffnet, gehorchten dem Stammesrecht, überfielen Dörfer und Ortschaften und waren damit ein ständiger Unruheherd. Die Regierung versuchte, die Loyalität der Stammesführer durch ihre Ausbildung in der Hauptstadt Istanbul zu fördern.
1886 wurden 48 Schüler aus entfernten Provinzen wie den Hedschas, Jemen und Tripolitanien nach Istanbul entsandt und an der Offiziersschule (Harbiye) ausgebildet. Bevor sie in ihre Heimat zurückkehrten, wurden sie vom Sultan persönlich empfangen und mit dem Titel eines Adjutanten des Sultans ausgezeichnet (Yaver-i fahrî).
In den 1890er Jahren wurden Stammesführer nach Istanbul eingeladen mit der Absicht, sie durch die Vergabe von Titeln zur Sesshaftigkeit zu bewegen. Dies gelang erstmals bei dem Stammesführer der Ruwala, Scheich Sattam al-Shaʿlan, der den Rang eines Paschas und den Medjidie-Orden zweiter Klasse verliehen bekam. Mehrere andere Führer von nomadischen Stämmen baten daraufhin ebenfalls um eine Audienz beim Sultan.
Mit der Gründung einer Stammesschule im Jahr 1892 sollte die Loyalität der Stämme gefestigt werden.

## Gründung der Schule

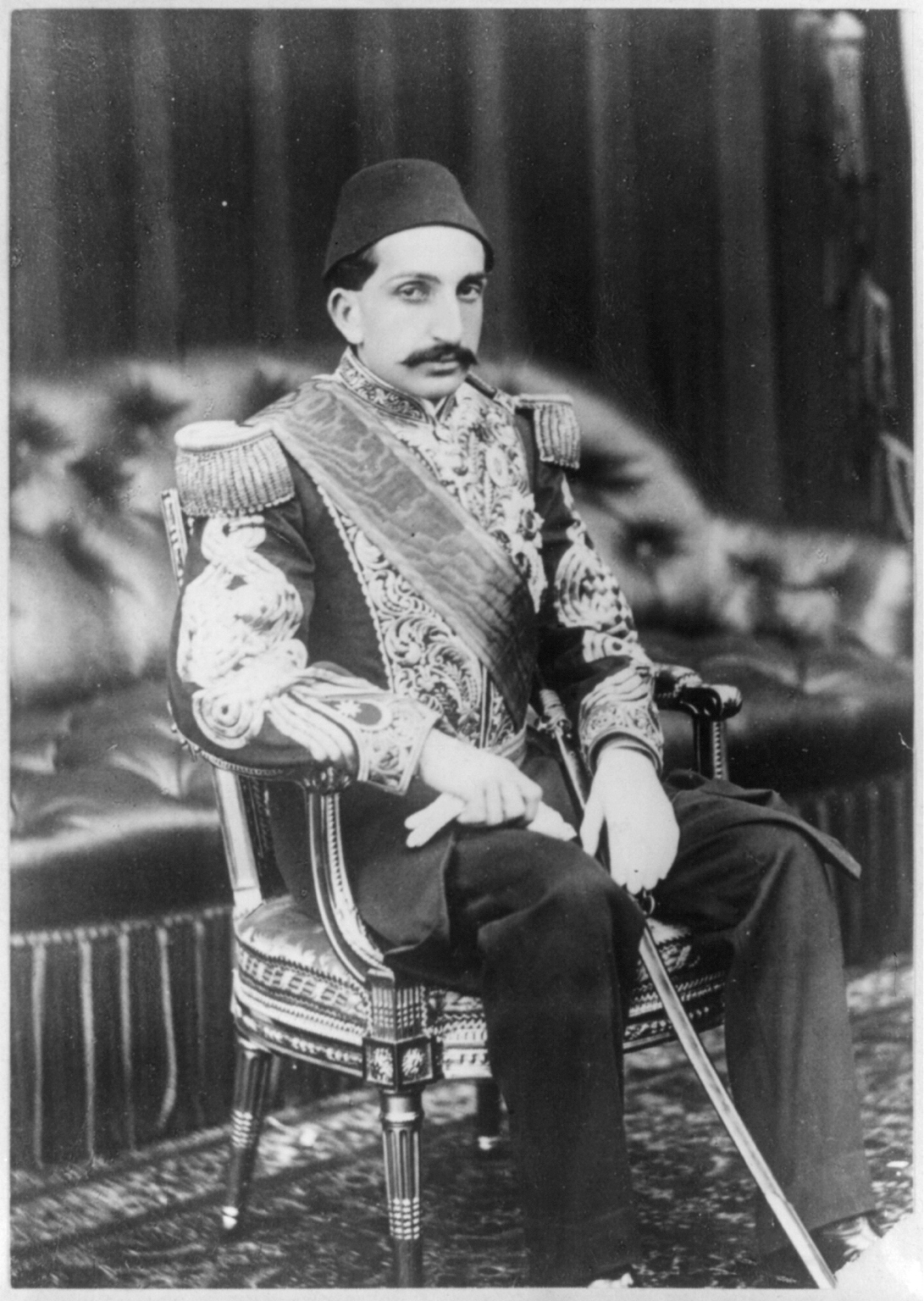
Sultan Abdülhamid II.

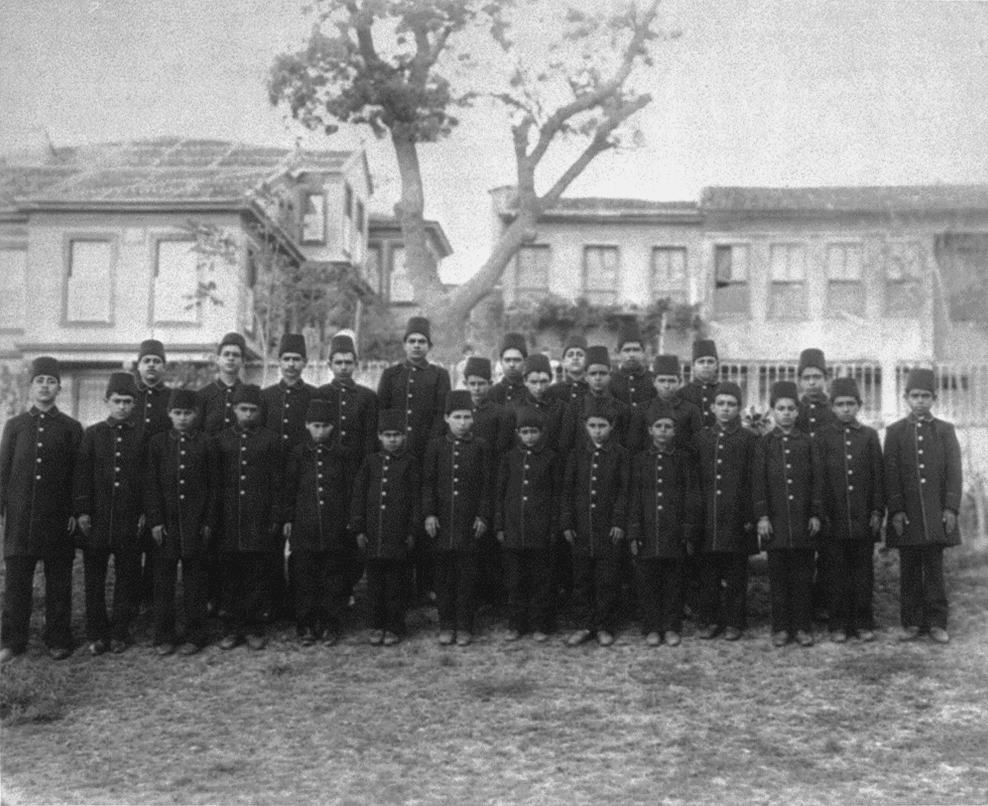
Schüler der Stammesschule, Gruppenfoto von 1892 oder 1893

Sultan Abdülhamid II., der großes Interesse an der Schule hatte, gab die Anweisungen zur Gründung und war Ehrendirektor und Stifter. Am 6. Juli 1892 beauftragte der Großwesir das Bildungsministerium, die Vorbereitungen zu treffen. Die Schule sollte symbolträchtig am Geburtstag des Propheten Mohammed am 4. Oktober 1892 (Osmanischer Kalender: 12. Rabīʿ al-awwal 1310) eröffnet werden. Es wurden eine Schulordnung (Nizamname) und ein Lehrplan aufgestellt sowie Lehrer ernannt. Das Nizamname wurde Ende Juli von der Ministerversammlung verabschiedet. Die Provinzgouverneure erhielten Anweisung, nach geeigneten Schülern zu suchen. Als Schulgebäude sollte der ungenutzte Esma Sultan Konağı dienen, der im Stadtbezirk Kabataş im Stadtteil Beyoğlu lag. Die Unterkünfte der Schüler sollten in fünf Gebäuden im Stadtteil Beşiktaş eingerichtet werden.
Die Schule wurde von einem Direktor (Müdir) mit einem Sekretär (Katip) geleitet. Für die Ernennung oder Entlassung von Angestellten, für Lehrbücher und Lehrplan war das Bildungsministerium zuständig, im Hintergrund entschied jedoch der Sultan.
Im ersten Jahr sollten 50 Schüler im Alter zwischen 12 und 16 und in den folgenden Jahren jeweils 40 weitere aufgenommen werden. Die Kosten für Unterkunft und Verpflegung wurden von der Regierung übernommen. Außerdem erhielt jeder Schüler monatlich 30 osmanische Kuruş. Nach Artikel 4 der Nizamname sollten nur die Söhne der angesehensten Stämme ausgewählt werden. Doch bis einen Monat vor Eröffnung der Schule waren lediglich 20 Schüler nach Istanbul geschickt worden. Insgesamt waren es weniger als die angestrebten 50. Die Schüler wurden mit Dampfschiffen nach Istanbul gebracht, wo die meisten zum ersten Mal eine Großstadt sahen. Der Eindruck und die Präsentation der modernen Zivilisation waren geplant, um den Schülern die Bedeutung des Reiches und des Zentrums zu verdeutlichen.
Die Eröffnungsansprache hielt am 4. Oktober der Bildungsminister auf Arabisch. Er betonte in seiner Rede den Kontrast zwischen der „natürlichen“ Welt, aus der die Schüler kamen, und der „zivilisierten“ Welt, in der sie sich nun befanden. Jeder Schüler wurde anschließend von den Hoffotografen Abdullah Frères in traditioneller Kleidung fotografiert. Als Kontrast dazu wurde ein Gruppenfoto aufgenommen, auf dem die Schüler die Schuluniform und einen Fes als Kopfbedeckung trugen. Diese Fotos ließ der Sultan als Werbung für seine Politik an europäische und amerikanische Bibliotheken verschicken.

## Lehrplan
Die Ausbildung dauerte fünf Jahre und umfasste Fächer wie Islamische Wissenschaften, Türkische Orthografie, Kalligrafie und Französisch. In diesem Zeitraum wurde der Lehrstoff von sieben Jahren der staatlichen Mittel- und Hochschule, der Rüşdiye und der İʿdâdiye, komprimiert behandelt. Die Schüler lernten klassisches Arabisch und Osmanisch bzw. Türkisch und erhielten drei Jahre Französisch- und zwei Jahre Persischunterricht. Um sie auf ihre späteren Laufbahnen und Berufe vorzubereiten, umfasste der Lehrplan im letzten Jahr auch Technikunterricht.
| 1. Jahr                                   | 2. Jahr                   | 3. Jahr                        | 4. Jahr                   | 5. Jahr                            |
| ----------------------------------------- | ------------------------- | ------------------------------ | ------------------------- | ---------------------------------- |
| Koran                                     | Koran                     | Koran                          | Koran                     | Koran                              |
| (Arabisches) Alphabet                     | Koranrezitation           | Koranrezitation                | Koranrezitation           | Koranrezitation                    |
| Islamische Wissenschaften (ulûm-i-diniye) | Islamische Wissenschaften | Islamische Wissenschaften      | Islamische Wissenschaften | Islamische Wissenschaften          |
| Türkische Orthografie                     | Türkische Orthografie     | Türkische Orthografie          | Türkische Orthografie     | Türkische Orthografie              |
| Körperertüchtigung (taʿlim)               | Körperertüchtigung        | Körperertüchtigung             | Körperertüchtigung        | Körperertüchtigung                 |
| Türkische Texte                           | Türkische Texte           | Türkische Texte                | Persisch                  | Persisch                           |
| Katechismus (ilmihal)                     | Kalligrafie               | Kalligrafie                    | Kalligrafie               | Kalligrafie                        |
|                                           | Sprache und Lexikologie   | Sprache und Lexikologie        | Sprache und Lexikologie   | Arabische Syntax                   |
|                                           | Arithmetik                | Arithmetik                     | Arithmetik                | Arithmetik                         |
|                                           |                           | Geschichten über die Propheten | Islamische Geschichte     | Osmanische Geschichte              |
|                                           |                           | Türkische Grammatik            | Türkische Syntax          | Osmanische Grammatik               |
|                                           |                           | Geographie                     | Geographie                | Geographie                         |
|                                           |                           | Französisch                    | Französisch               | Französisch                        |
|                                           |                           | Französische Kalligrafie       | Französische Kalligrafie  | Französische Kalligrafie           |
|                                           |                           |                                | Arabische Grammatik       | Konversation auf Türkisch          |
|                                           |                           |                                | Zeichnen                  | Zeichnen                           |
|                                           |                           |                                | Schreiben des Türkischen  | Schreiben und Lesen des Türkischen |
|                                           |                           |                                | Verschiedenes             | Verschiedenes                      |
|                                           |                           |                                |                           | Maschinenbau                       |
|                                           |                           |                                |                           | Erste Hilfe                        |
|                                           |                           |                                |                           | Grundlagen der Buchführung         |
|                                           |                           |                                |                           | Schrittübungen (ayak taʿlimi)      |

Quelle: Salname-i Nezaret-i Maarif-i Umumiye 1316, S. 296.

## Schulalltag

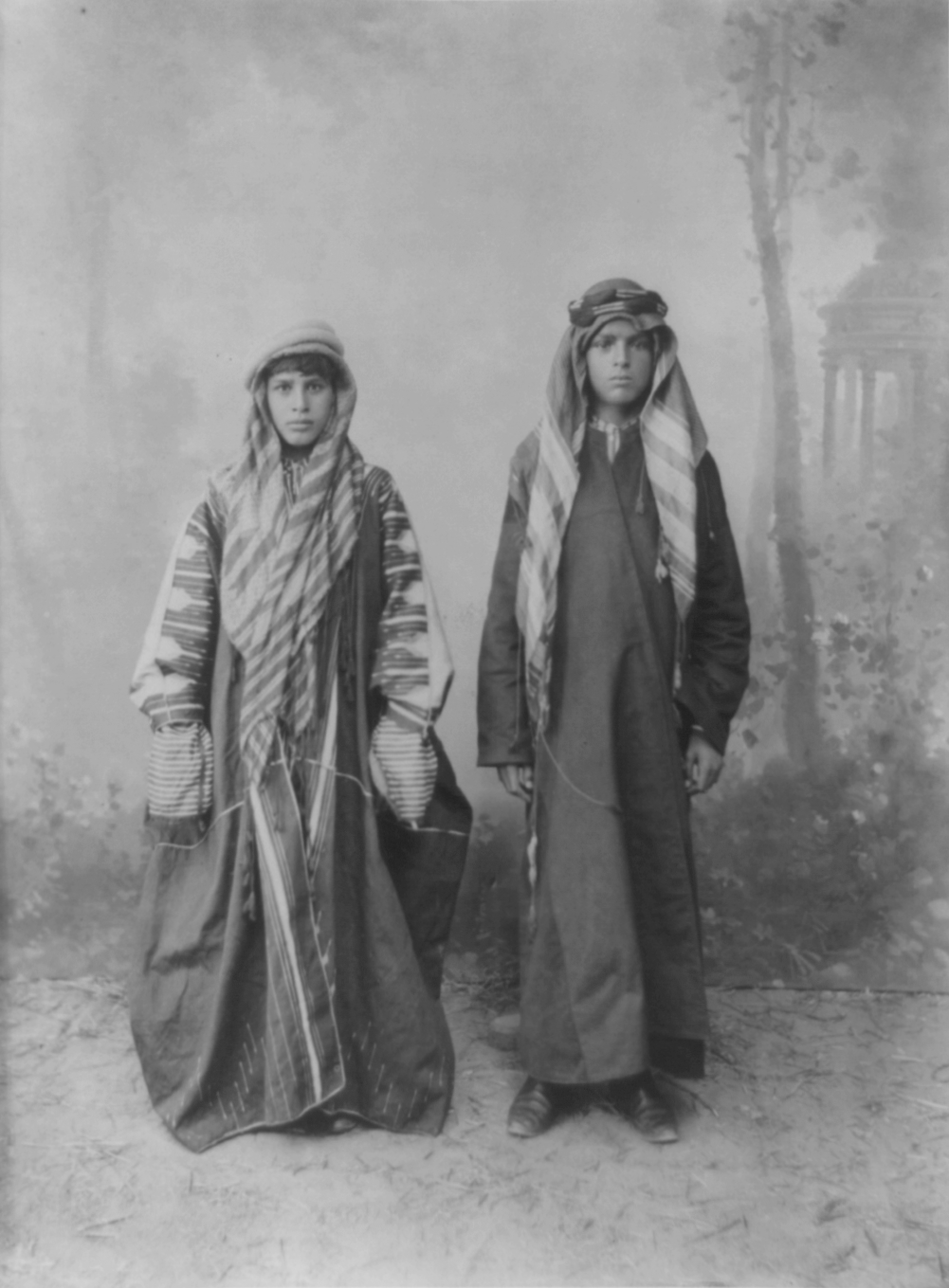
Schüler der Stammesschule, Foto von 1892 oder 1893

Die Prüfungen am Ende jedes Schuljahres dauerten vier Wochen und wurden von zwei oder drei Prüfern pro Fach durchgeführt. Es gab maximal zehn Punkte, wobei vier Punkte zum Bestehen nötig waren. Schüler mit mehr als 90 % der möglichen Punkte bekamen ein Aliyülʿ aʿlâ (علی الاعلا / ‚sehr gut‘), mit mehr als 80 % ein Aʿlâ (علی / ‚gut‘) und mit mehr als 60 % ein Karib-i aʿlâ (قریب علی / ‚beinahe gut‘). Schüler mit Punktzahlen zwischen 40 und 60 % erhielten ein Zayıf (ضعيف / ‚schwach‘) und unter 40 % ein Fena (فنا / ‚ungenügend‘). In den Prüfungen vom August 1894 fielen vier von 23 Schülern durch. Die höchste Durchfallquote gab es im Fach Osmanische Orthografie. Bis auf wenige Ausnahmen erreichten die Schüler mehr als 60 % der Punkte.
Die Schüler mussten drei Hefte führen, die regelmäßig von den Lehrern kontrolliert wurden. Eines der Hefte enthielt tägliche Notizen. In ein anderes wurde am Ende der Woche eine Zusammenfassung des Unterrichtes einer Woche eingetragen. Dieses Heft diente dem Direktor zur Beurteilung der Schüler. Ein drittes Heft beinhaltete die wöchentlichen Ereignisse. Fehler durften nicht retuschiert, sondern mussten durchgestrichen werden. Das korrekte Wort wurde darüber geschrieben.
Auch Briefe an die Familien wurden von den Lehrern kontrolliert, korrigiert und dem Direktor vorgelegt. Der Schüleralltag war streng. Die Gebäude waren mangelhaft beheizt und viele Schüler wurden krank, Kleidung und Essen waren unzureichend. Den ersten Winter mussten die Schüler wegen der schlechten Heizung in den Unterkünften der Hofmusikergruppe verbringen. Die Klassen trafen sich nach Unterrichtsende und dem Essen mit dem Direktor zum gemeinsamen Gebet, um ihre Dankbarkeit gegenüber Gott, seinem Propheten und dem Sultan auszudrücken.
Der Kontakt zur Außenwelt wurde strikt kontrolliert. Auf dem Weg von ihren Unterkünften zum Schulgebäude wurden die Schüler von Schulangestellten begleitet. Freitags wurde eine Moschee zum Freitagsgebet aufgesucht. Besuche von außen waren grundsätzlich verboten.
Wegen dieser Gängelung kam es manchmal zu Unruhen und zu „Fehlverhalten“ (yaramazlık). Im Ganzen schien es, dass die Schüler eher dem ursprünglichen Ziel entfremdet wurden, statt sie mehr an das Osmanische Reich zu binden.

## Werdegang nach Abschluss der Schule
Wenn ein Schüler nach fünf Jahren die Schule abschloss, war er zwischen 17 und 21 Jahre alt. Vor ihm lagen entweder die Militärakademie (Mekteb-i Harbiye) oder die Verwaltungshochschule (Mekteb-i Mülkiye). Allerdings waren die Absolventen nicht auf dem gleichen Stand wie die Hochschulstudenten, denn sie hatten den Lehrstoff von sieben Jahren innerhalb von fünf Jahren bewältigen müssen. Aber auch an den Hochschulen wurde für sie der Lehrstoff komprimiert. Während das normale Hochschulstudium drei Jahre dauerte, schlossen die Absolventen der Stammesschule die Hochschule nach nur einem Jahr ab. Dahinter steckte die Absicht des Sultans, so schnell wie möglich viele Stammessöhne in hohe Positionen zu bringen.
Die Absolventen der Stammesschule wurden in separaten Klassen unterrichtet. So gab es an der Militärakademie eine eigene Stammesklasse (Aşiret Sınıfı). Auf dem Lehrplan standen Fächer wie Religion, praktische und theoretische Topographie, ziviles und militärisches Kriminalrecht, Militärformationen und Manöverübungen.
Die Verwaltungshochschule hatte ebenfalls eine Spezialklasse (Sınıf-ı Mahsus) für die Absolventen der Stammesschule. Einige Unterrichtsfächer waren Zivilrecht, Verwaltungsrecht, Prinzipien der Verwaltung, Philosophie, Türkisch, Persisch und Kalligraphie. Die Prüfungsergebnisse entschieden über die spätere Stellung in der Verwaltung.
Offenbar waren die Absolventen nicht so gut ausgebildet wie die regulären Absolventen der Verwaltungshochschule, sodass sie vermehrt in entfernten Provinzen eingesetzt wurden. Sie erhielten pro Monat 350 Kuruş. Als Erstes arbeiteten sie als Gehilfen des Gouverneurs (Maiyet memuru) ihrer Heimatprovinz. Später waren sie meistens als Verwalter von Gemeinden (Nahiye müdiri) oder als Kaymakam eingesetzt.
1897 schlossen die ersten 45 Schüler die Hochschulen ab. Von diesen gingen 33 zur Infanterie oder Kavallerie, die anderen zwölf arbeiteten in der Reichsverwaltung.

## Schließung der Schule
Die Schule wurde im Februar 1907 geschlossen, nachdem die Schüler wegen schlechten Essens gestreikt hatten. Die Schüler wurden in ihre Heimat zurückgeschickt. In dem Gebäude wurde die Kabataş İʿdâdiye (Kabataş-Hochschule) untergebracht.
Es stellte sich heraus, dass die Schule ihre Ziele überwiegend verfehlt hatte. Zum einen hatte die Zahl der Schulanfänger im Lauf der Jahre immer mehr abgenommen, da es schwierig war, die Stammesführer davon zu überzeugen, ihre Söhne nach Istanbul zu schicken. Das hing auch damit zusammen, dass in den Jahren von 1876 bis 1909 die Zahl der Rüşdiye (Mittelschulen) von 250 auf 600 und der İʿdâdiye (Hochschulen) von 5 auf 104 angestiegen war. Viele dieser Schulen lagen in den arabischen Provinzen, sodass die Stammesführer ihre Söhne lieber auf die näher gelegenen Schulen schickten, die auch das Besuchsrecht weniger restriktiv behandelten.
Für die Schüler war die Ausbildung in vielen Fällen durchaus erfolgreich. Von 88 Schülern der ersten drei Jahre studierten 45 an den Militär- und Verwaltungsakademien. Viele wurden Kaymakam, zwei erhielten den Rang eines Paschas und fünf saßen später im osmanischen Parlament.
Ob das Ziel einer stärkeren Loyalität zum Sultan erreicht wurde, lässt sich schwieriger feststellen. Einige Absolventen blieben bis zum Ende des Reiches loyal und arbeiteten weiter in der Türkischen Republik, während andere zu Verfechtern des arabischen Nationalismus wurden und gegen das Reich agierten.